# Jaakko Tallus
Jaakko Tallus, född den 23 februari 1981 i Lieksa, är en finländsk utövare av nordisk kombination. 
Tallus har tävlat i världscupen sedan 1997 och har (t.o.m. december 2007) sju pallplatser. Tallus har flera mästerskapsmedaljer som en del av det finländska stafettlaget. Framför allt märks OS-guldet från 2002 och VM-guldet från 2007. Invididuellt har Tallus en mästerskapsmedalj, ett silver på 15 km från OS 2002.